# Doryphoribius zappalai
Doryphoribius zappalai är en djurart som tillhör fylumet trögkrypare, och som beskrevs av Giovanni Pilato 1971. Doryphoribius zappalai ingår i släktet Doryphoribius och familjen Hypsibiidae. Inga underarter finns listade i Catalogue of Life.